# حدث فلكي

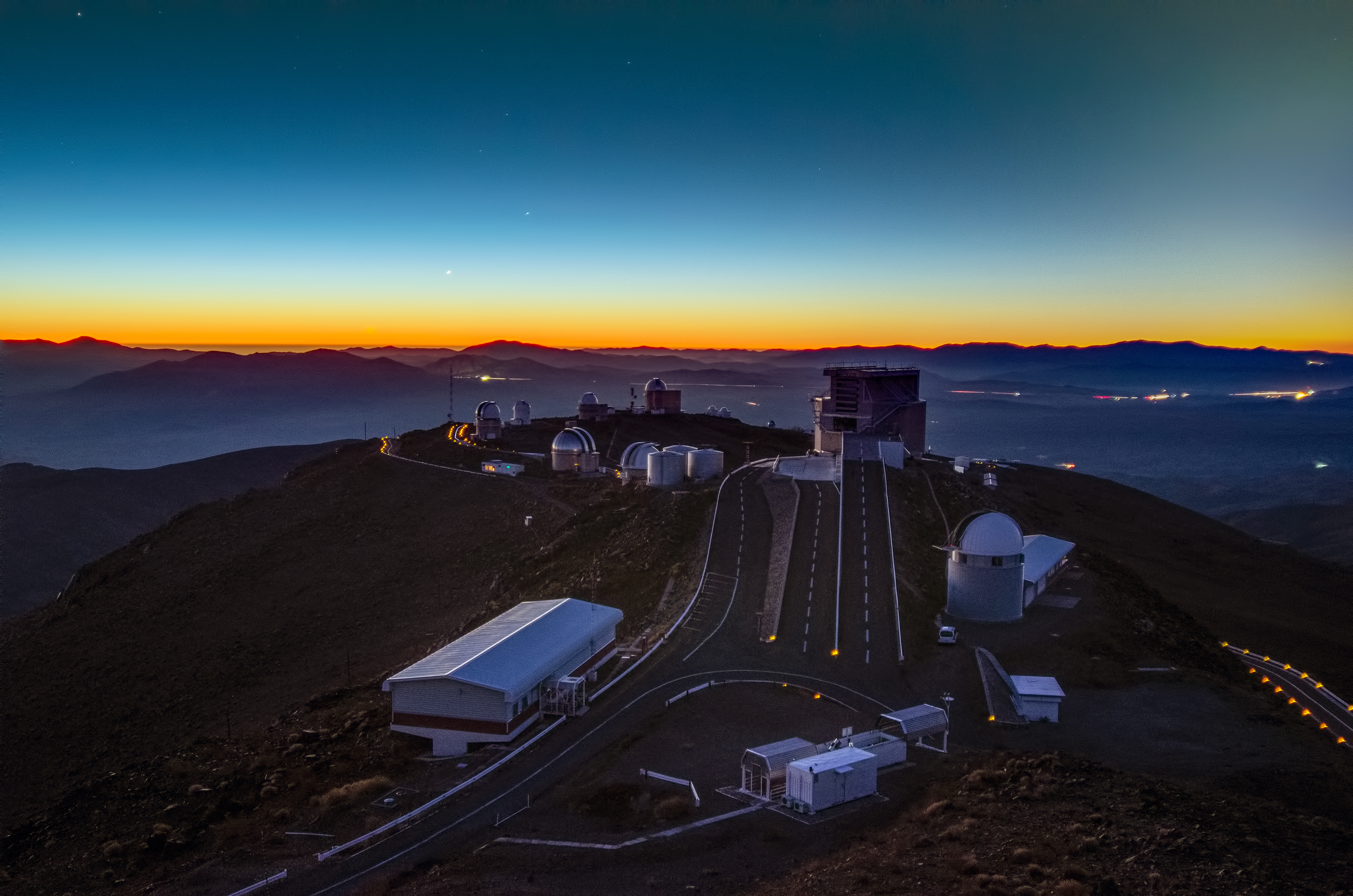

الحدث الفلكي هو ظاهرة فلكية ذات أهمية تتعلق بواحد أو أكثر من الأجرام السماوية، ومن أمثلة الأحداث الفلكية: أطوار القمر، وابل الشهب، المذنبات، كسوف الشمس وخسوف القمر، المقابلة بين الكواكب، والاقتران (أو الأصطفاف)، والاحتجاب.